# Kloskorf

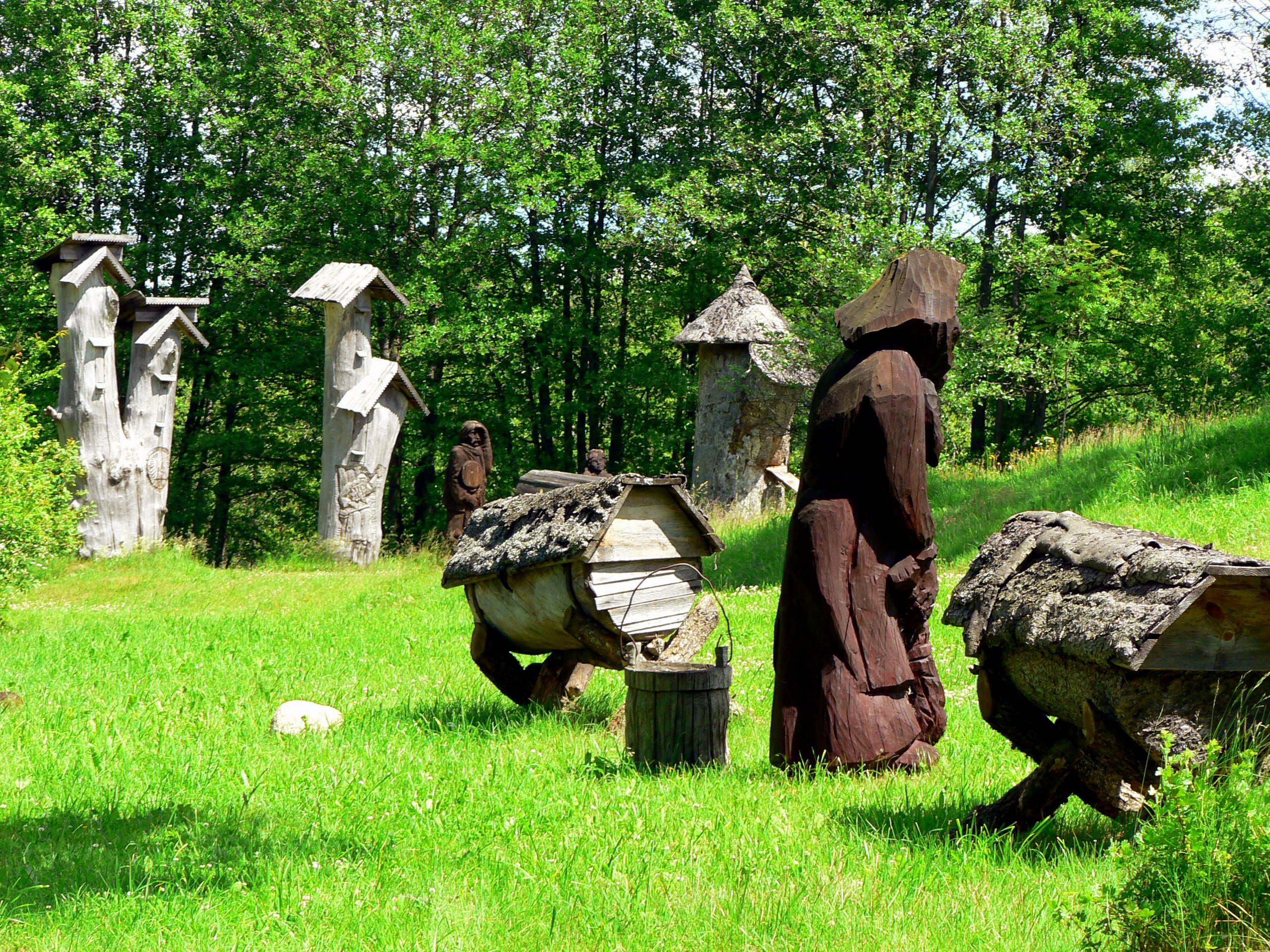
Verticale en horizontale kloskorven in Stripeikiai, Litouwen

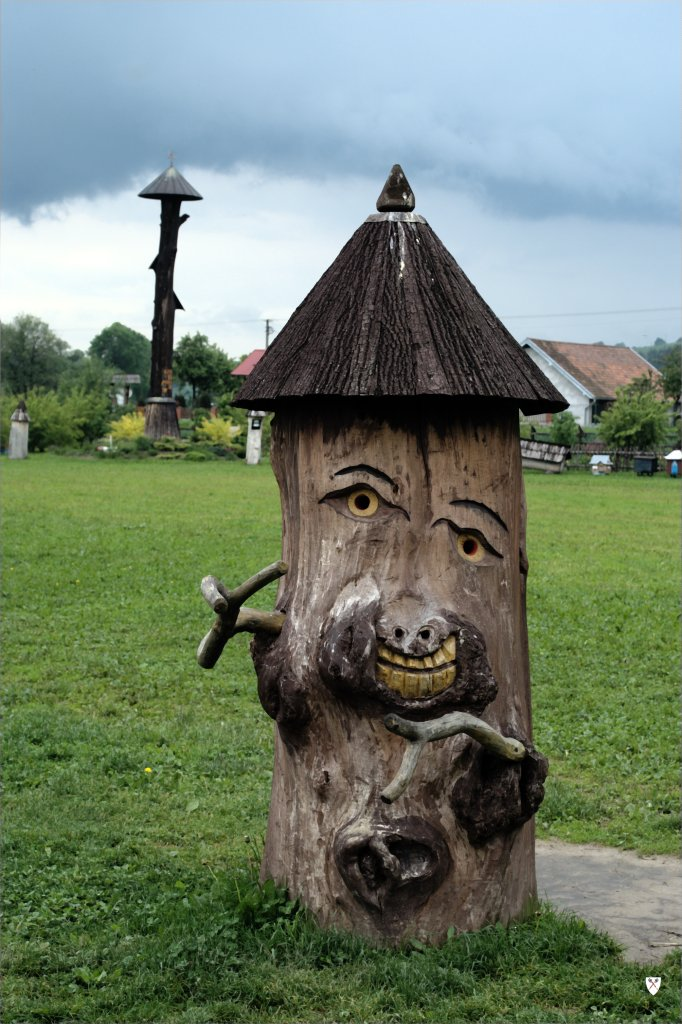
Een verticale kloskorf met gezicht (Polen)

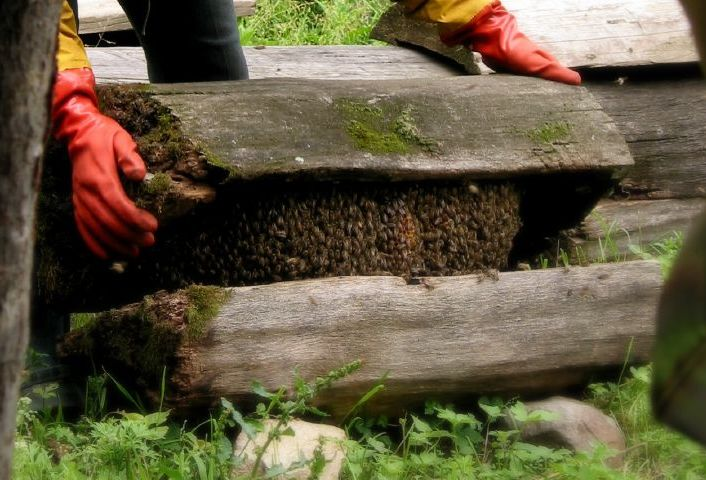
Horizontale kloskorf in China

Kloskorf is een oud-Nederlandse benaming voor een hol stuk boomstam waarin honingbijen gehouden worden. Heden ten dage wordt het woord bijenklos ook wel gebruikt. 
De vroegste aanwijzingen voor het bestaan van kloskorven zijn meer dan 5.000 jaar oud.

## Bouwwijze
Kloskorven hebben een lengte van minstens 1,20 meter. De kloskorf kan verticaal staan, horizontaal liggen of schuin liggen (20 graden hoek). De bijeningang, het vlieggat, is op het zuiden gericht. De verticale kloskorven waren in de oudheid alleen van boven of van onder toegankelijk voor honingoogst. Moderne verticale kloskorven hebben vaak aan de achterkant een toegang door een deur of klep. Traditioneel hebben verticale kloskorven in Europa vaak een geverfd of gesneden gezicht.

## Voor- en nadelen
In vergelijking tot moderne bijenkorven of bijenkasten hebben de bijenklossen het nadeel van een hoog gewicht en de noodzakelijke beschadiging van de broedraten bij de honingoogst. Voordeel is de goede warmte-isolatie.